# Бланкенхайн
Бланкенхайн (нем. Blankenhain) — город в Германии, в земле Тюрингия. 
Входит в состав района Веймар.  Население составляет 6617 человек (на 31 декабря 2010 года). Занимает площадь 113,53 км². Официальный код  —  16 0 71 008.
Город подразделяется на 23 городских района.

## Известные уроженцы
- Лесснер, Фридрих – немецкий политик.